# Sonata per pianoforte n. 10 (Skrjabin)
La Sonata per pianoforte n. 10, Op. 70, è stata scritta da Alexander Skrjabin nel 1913. Fu il suo ultimo lavoro in questa forma. Il pezzo è altamente cromatico e atonale come le altre opere tardive di Skrjabin, sebbene probabilmente meno dissonante della maggior parte delle sue opere tardive. È caratterizzato da frequenti trilli e tremoli. A volte viene chiamata Sonata degli Insetti, riferendosi alle sue parole:

## Storia
L'atmosfera delle pagine introduttive della decima sonata è velata e distante, come una riflessione impressionista, ma molto più intensamente elevata e spirituale. In breve si diffondono trilli in ogni angolo della musica e nelle ultime pagine si trasformano in un glorioso riverbero, come se luccicassero di impulsi di luce splendente e prendessero vita da soli. Tale vita e conferme di luce/suono sono tipiche del mondo immaginario del compositore.
La decima sonata è in rapporto più stretto con la forma sonata rispetto ad alcune delle sue altre sonate. Si apre con alcune note desolate, formando un accordo aumentato e poi un accordo diminuito. Passa quindi a un semplice tema cromatico, per tornare al tema iniziale. Skrjabin introduce poi i trilli luminosi che pervadono il resto del pezzo, quindi passa a un terzo tema con una melodia cromatica discendente. Seguendo la forma sonata, questi tre temi assumono una forma modificata nello sviluppo prima di stabilizzarsi sulla ricapitolazione. Il pezzo termina ripetendo l'apertura.
Come le altre sonate di Skrjabin, è sia tecnicamente che musicalmente molto impegnativa per il pianista. Una esecuzione tipica è di circa 12 minuti. Tra le esecuzioni importanti di questo pezzo troviamo quella del genero e sostenitore musicale di Skrjabin, Vladimir Sofronickij e quella del grande pianista Vladimir Horowitz, anch'egli grande sostenitore di molte delle opere di Skrjabin per tutta la sua lunga carriera. Il virtuoso russo Arkadij Volodos' ha fatto il passo davvero insolito di aprire il suo concerto di debutto alla Carnegie Hall con questa Sonata, riflettendo un approccio audace alla programmazione e un impegno per l'eredità di Skrjabin. Più di recente Yuja Wang ha eseguito la Sonata n. 10 in un recital alla Carnegie Hall.